# Perizoma taiwana
Perizoma taiwana là một loài bướm đêm trong họ Geometridae.

## Hình ảnh

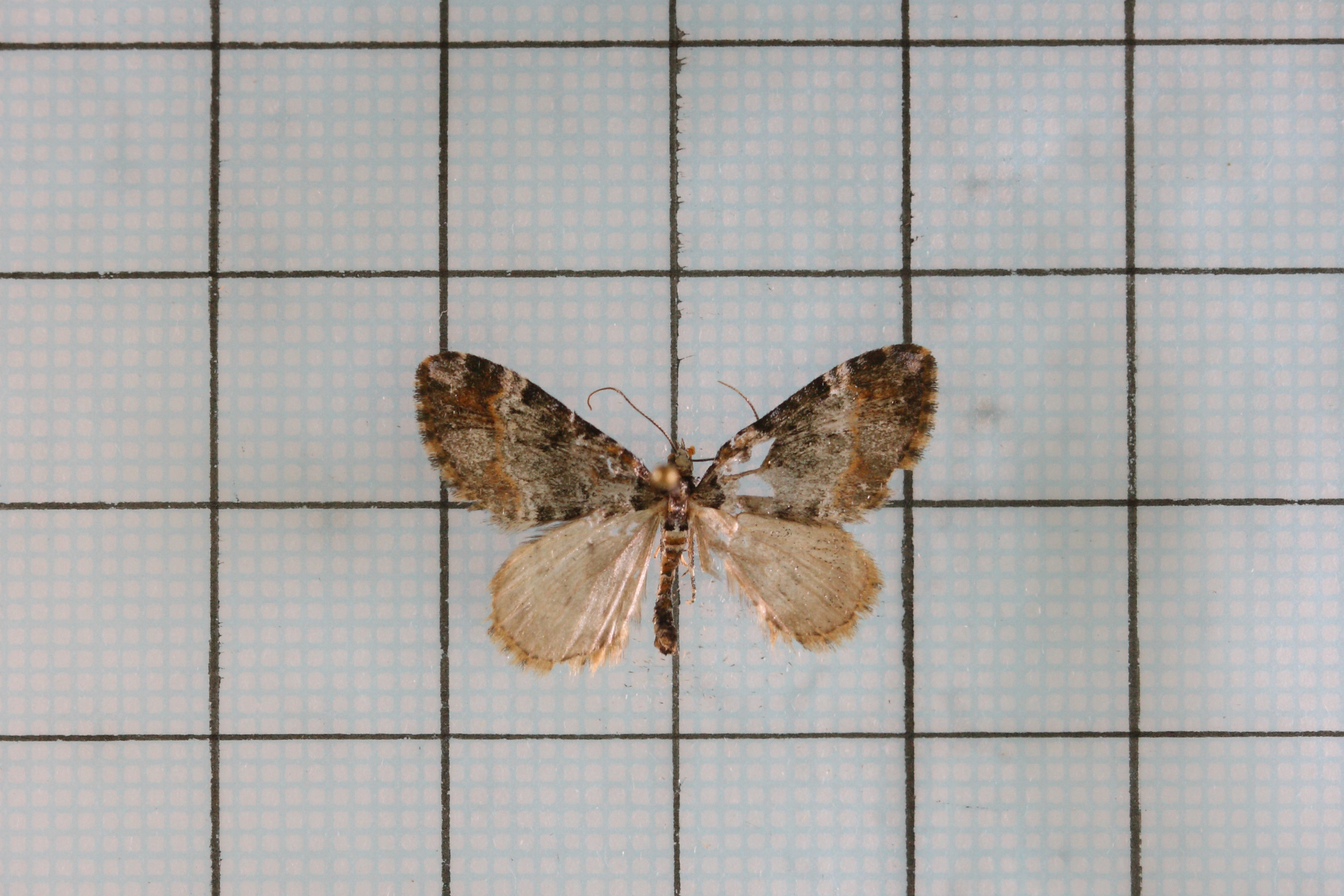
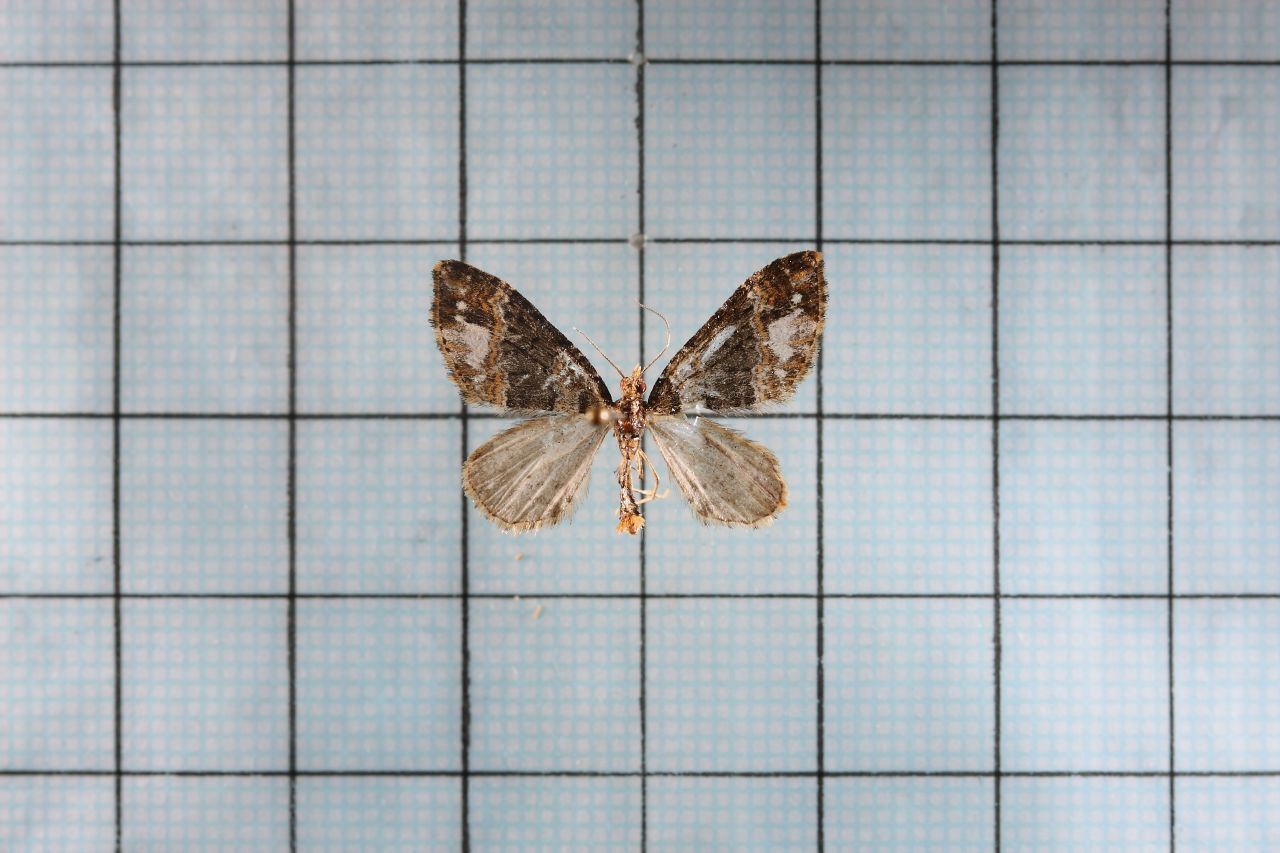
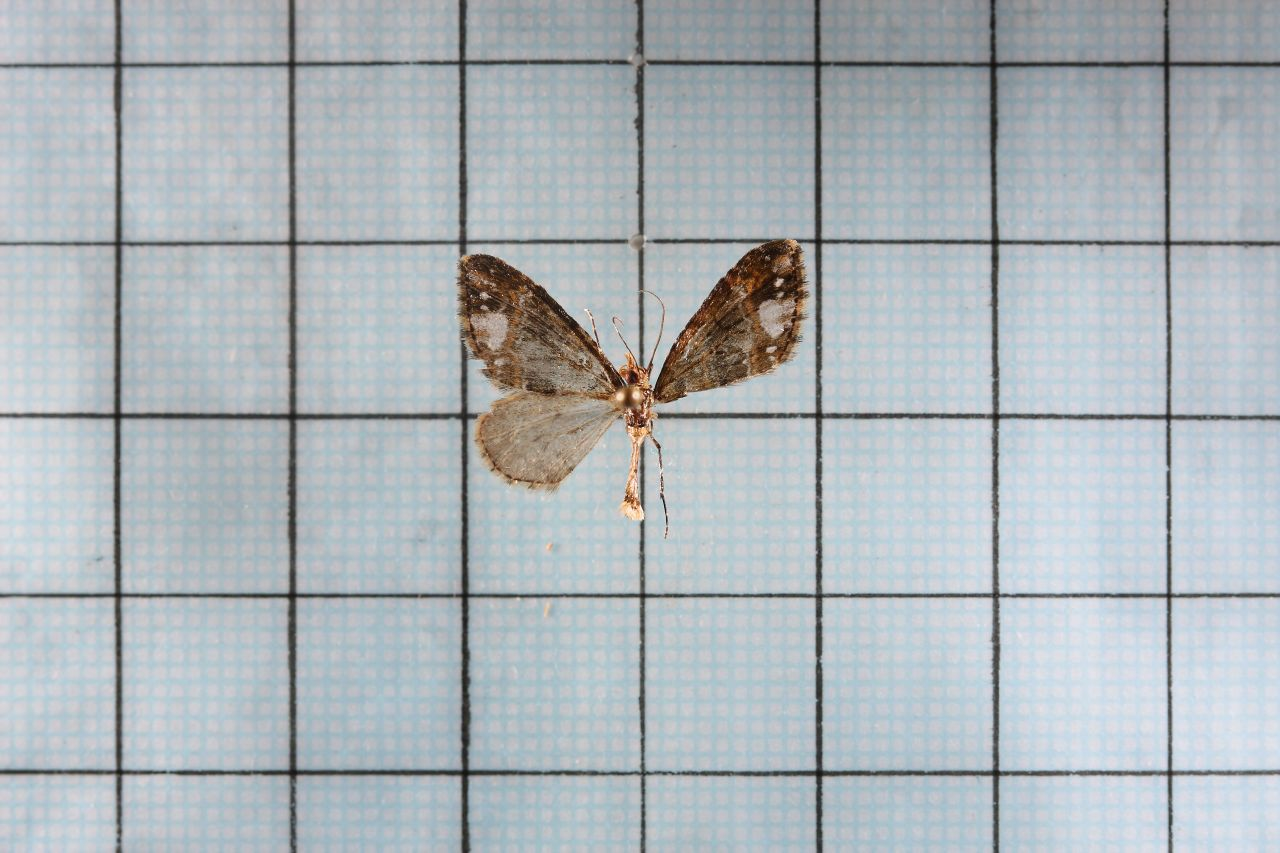
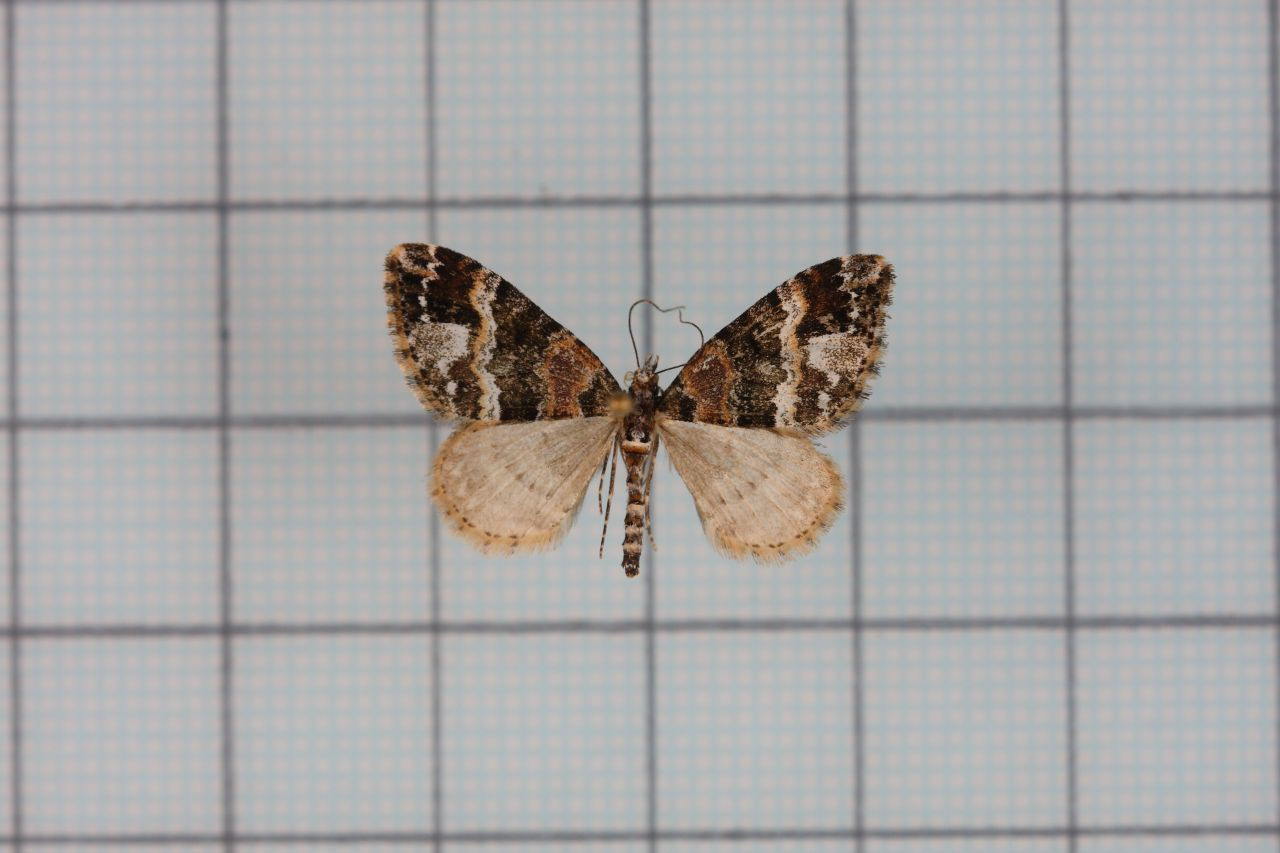